# Apcar Baltazar
Pour les articles homonymes, voir Baltazar.
Apcar Baltazar né le 26 février 1880 à Bucarest où il est mort le 26 septembre 1909 , est un peintre roumain d'origine arménienne.